# فرانك هاوسون
فرانك هاوسون (بالإنجليزية: Frank Howson)‏ هو منتج أفلام وكاتب سيناريو وكاتب أغاني ومخرج أسترالي، ولد في 1952 في ملبورن في أستراليا.

## وصلات خارجية
- فرانك هاوسون على موقع IMDb (الإنجليزية)
- فرانك هاوسون على موقع ألو سيني (الفرنسية)
- فرانك هاوسون على موقع أول موفي (الإنجليزية)
- فرانك هاوسون على موقع قاعدة بيانات الأفلام السويدية (السويدية)
- فرانك هاوسون على موقع قاعدة بيانات الفيلم (الإنجليزية)
- فرانك هاوسون على موقع كينوبويسك (الروسية)